# Большой Алматинский канал
Большой Алматинский канал имени Динмухамеда Ахмедовича Кунаева (БАК) — канал на территории Республики Казахстан (Алматинская область и г. Алма-Аты) в бассейне реки Или. Воды канала используются для оросительных, крупных промышленных, мелких хозяйственных и рекреационных нужд. Эксплуатацию канала ведёт республиканское государственное предприятие «Казводхоз».

## Предпосылки к созданию канала
Строительство канала было крайне необходимо для сельскохозяйственного освоения новых земель. Дело в том, что естественные сельскохозяйственные оазисы в предгорьях Заилийского Алатау занимали относительно небольшую площадь в 160 тыс. га на протяжении предшествовавших строительству канала 30 лет. При этом, в результате бурного роста населения Алма-Аты и других предгорных населённых пунктов в советское время, число сельхозугодий уменьшалось для удовлетворения жилищно-строительных нужд растущего населения.

## Строительство
Личным инициатором строительства канала был многолетний руководитель Казахстана Д. А. Кунаев (1964—1986). Пользуясь своими связями в Политбюро, он добился получения внушительной даже для такого проекта суммы в более 270 млн советских рублей.
Строительство канала заняло 3,5 года. Канал введён в полную эксплуатацию в начале 1980-х годов и стал последним крупномасштабным проектом советского Казахстана.

## География и гидрография
Длина канала — 168 км. Трасса канала, воды которого идут самотёком, пересекает территории трёх районов Алматинской области: Енбекшиказахского, Талгарского, Карасайского и собственно г. Алматы. Исходным пунктом канала является Бартогайское водохранилище на реке Чилик, где и начинается БАК. Далее канал по акведукам пересекает реки Иссык, Талгар, Большую и Малую Алматинки. По проекту, конечным пунктом БАКа должно было стать Куртинское водохранилище на р. Курты, но его воды не всегда доходят до последнего из-за просачивания, испарения и забора воды на хозяйственные нужды. Течение в канале быстрое, поэтому купаться в нём не рекомендуется. Однако в пределах Алматы на канале оборудованы три пляжно-парковые зоны для отдыха горожан, создана соответствующая инфраструктура. Берега канала забетонированы, местами сквозь них пробивается растительность.

### В пределах Алма-Аты
В самом городе Алма-Ате БАК в основном скрыт в коллекторе, но имеется несколько участков где он выходит на поверхность. Это микрорайон Айша-биби, роща Баума, микрорайоны Кулагер и Дорожник, Ожет и Шаныраки. Курганный некрополь Боралдай на юге простирается до БАКа.

## Хозяйственное использование
Воды канала используются для орошения, различных технических нужд, частных нужд населения (например, мытьё ковров) и рекреационных нужд (отдых, купание). Вода как ресурс бесплатна, оплата требуется обслуживающей организации за подачу воды через канал. Предприятия, организации, крестьяне и фермеры должны платить по регулируемым государством тарифам. Повышения тарифов бывают значительными. Так, с 1 апреля 2010 года тариф на подачу воды увеличился в 4 раза, с 10 тиынов (4 из которых оплачивало государство) до 40 тиынов за один кубометр воды канала. 
По состоянию на 2024 год на регулируемую услугу подачи воды по каналам среднеотпускной тариф составил 3,655 тенге/м³. При этом для сельхозпроизводителей тариф по самотечной воде составил 0,956 тенге/м³, а для промышленных, коммерческих и некоммерческих предприятий и организаций — 7,432 тенге/м³.
Экологическая ситуация, как и у многих других городских каналов, довольно сложная из-за нерегулируемого сброса в его воды отходов различного происхождения. В 2024 году городское управление экологии разработало проектно-сметную документацию на капитальный ремонт БАКа, в неё включили благоустройство территории (56,38 га) и благоустройство пляжной зоны (14,54 га).